# Spoorlijn Cloppenburg - Ocholt
De spoorlijn Cloppenburg - Ocholt is een spoorlijn tussen Cloppenburg en Ocholt (gemeente Westerstede) in de Duitse deelstaat Nedersaksen. De lijn is als spoorlijn 1521 onder beheer van DB Netze.

## Geschiedenis
Het traject werd door de Großherzoglich Oldenburgische Eisenbahn (GOE) in drie gedeeltes geopend, van Cloppenburg naar Friesoythe op 1 oktober 1906, van Friesoythe naar Scharrel op 1 oktober 1907 en het resterende gedeelte van Scharrel naar Ocholt op 1 september 1908. Personenvervoer is opgeheven op 29 september 1968. Bij de bouw van een nieuwe brug over het Küstenkanaal bij Friesoythe in 1973 werd de bestaande spoorbrug vervangen door een verkeersbrug. Geld voor een nieuwe spoorbrug was er niet, sindsdien worden beide gedeeltes vanuit Cloppenburg en Ocholt gebruikt voor goederen.
Het traject Cloppenburg – Friesoythe is sinds 2004 van de Stad Friesoythe. Sinds 2006 rijden er museumtreinen van Museumseisenbahn Friesoythe - Cloppenburg e.V. 
In Westerstede–Ocholt is het depot van Museumseisenbahn Ammerland-Saterland e.V. (MAS) gevestigd. De treinen worden op de hoofdlijn ondersteund door de Emsländische Eisenbahn.